# Uppsala General Catalogue

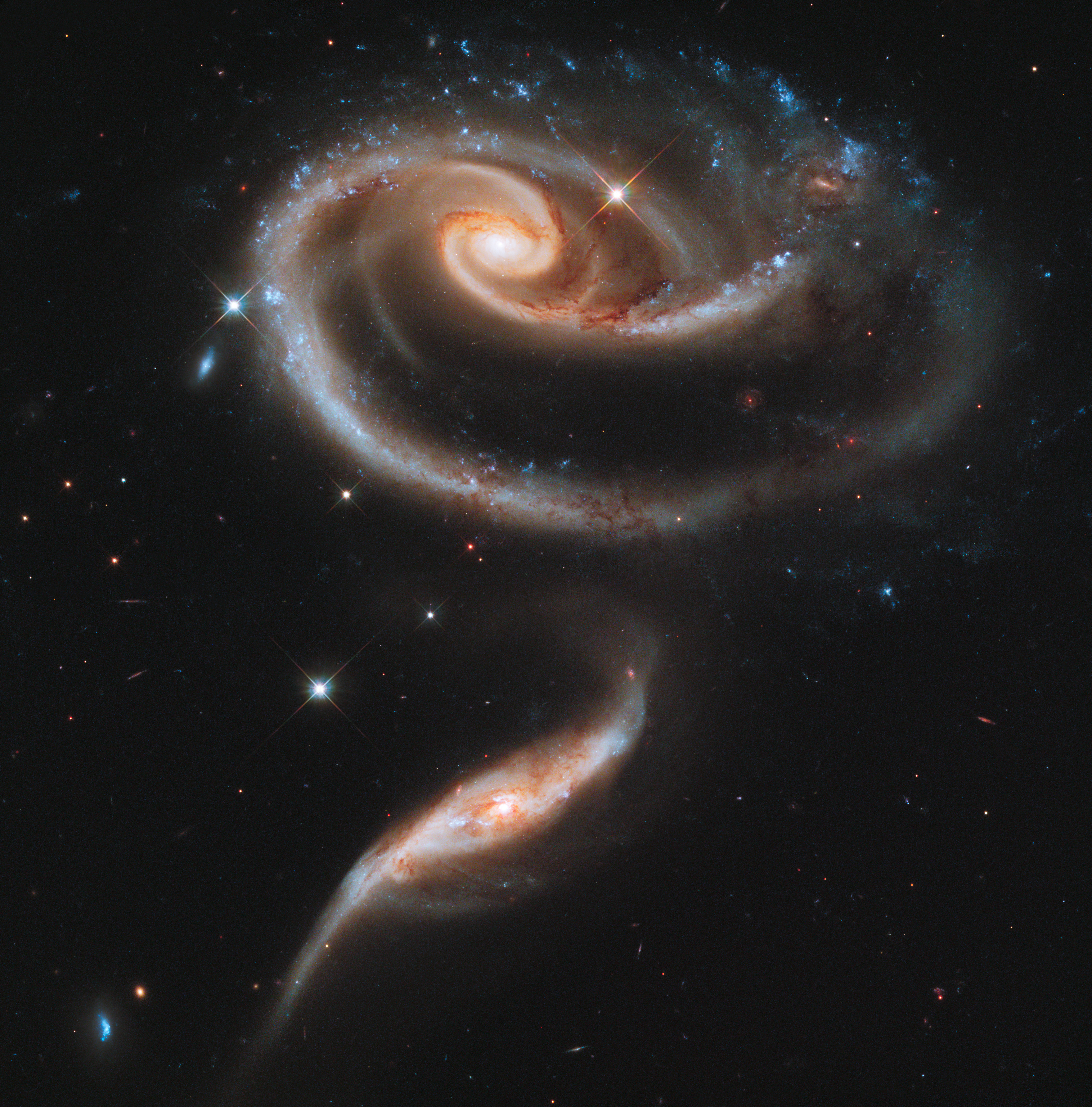
Przykładowe galaktyki z katalogu: UGC 1810 i UGC 1813 (mniejsza, poniżej) – zdjęcie wykonane przez HST

Uppsala General Catalogue (UGC) – katalog astronomiczny zawierający 12 921 galaktyk widocznych z półkuli północnej (o deklinacji powyżej –2°30′). Został opublikowany w 1973 przez Petera Nilsona.
UGC został opracowany w oparciu głównie o zdjęcia z Palomar Observatory Sky Survey. Zawiera obiekty o obserwowanej średnicy powyżej 1 minuty kątowej. W katalogu znajdują się również galaktyki o mniejszych wymiarach, jeśli ich jasność przekracza 14,5m.
Aneksem do tego katalogu jest Uppsala General Catalogue Addendum (UGCA) opublikowany przez Nilsona w 1974 i zawierający 444 galaktyki.